# Lingig
Lingig è una municipalità di terza classe delle Filippine, situata nella Provincia di Surigao del Sur, nella Regione di Caraga.
Lingig è formata da 18 baranggay:
- Anibongan
- Barcelona
- Bogak
- Bongan
- Handamayan
- Mahayahay
- Mandus
- Mansa-ilao
- Pagtila-an
- Palo Alto
- Poblacion
- Rajah Cabungso-an
- Sabang
- Salvacion
- San Roque
- Tagpoporan
- Union
- Valencia